# Borgaro Torinese
Borgaro Torinese är en ort och kommun i storstadsregionen Turin, innan 2015 provinsen Turin, i regionen Piemonte, Italien. Kommunen hade 11 889 invånare (2017).